# Idle Warship
Idle Warship est un groupe de hip-hop américain. Il se compose du rappeur Talib Kweli, originaire de Brooklyn dans l'État de New York, et de la chanteuse Res, originaire de Philadelphie en Pennsylvanie. Seuls sont présents Res et Talib Kweli, car Graph Nobel quitte la formation.

## Biographie
Les deux artistes collaborent pour la première fois en 2000 pour un titre de l'album Train of Thought de Reflection Eternal, un groupe que Kweli forme avec le producteur Hi-Tek. En 2008, Res et Kweli forment le groupe avec la rappeuse canadienne Graph Nobel. Au fil de son parcours, Idle Warship publie de nombreuses chansons dans leur profil MySpace telles que Industry Diary, Screamin' avec mc chris, Pull It Out avec Dapa Flex, et Fall Back avec Chester French,. En 2009, Idle Warship joue au festival SXSW Music d'Austin, dans le Texas, et se lance dans une tournée en Europe ; en octobre cette année, ils publient une mixtape intitulée Party Robot,.
Le groupe publie son premier album studio, Habits of the Heart, en novembre 2011,. L'album présente une « sonorité vibrante mêlant hip-hop, R&B, rock, pop, et electronica. » Michelle Williams, John Forté, et Jean Grae y participent,.

## Discographie

### Album studio
- 2011 : Habits of the Heart

### Mixtape
- 2009 : Party Robot

### Singles
- 2008 : Screamin' (featuring mc chris)
- 2008 : Black Snake Moan
- 2008 : Get Up and Dance
- 2008 : Steady
- 2008 : Say You Will
- 2008 : Try It on Howwedoitoverhere
- 2008 : Fall Back (featuring Chester French)